# Џи-Ај Џо: Успон Кобре
Џи-Ај Џо: Успон Кобре (енгл. G.I. Joe: The Rise of Cobra) амерички је акциони научнофантастични филм из 2009. године у режији Стивена Самерса. Сценарио потписују Стјуарт Бити, Дејвид Елиот и Пол Ловет из приче Мајкла Б. Гордона, Битија и Самерса на основу стрипа и франшизе играчака Џи-Ај Џо које је креирао Хасбро, док су продуценти филма Лоренцо ди Бонавентура, Брајан Голднер и Боб Дуксеј. Музику је компоновао Алан Силвестри.
У филму је представљена ансамблска подела улога коју чине Ченинг Тејтум, Марлон Вејанс, Адевале Акинуе-Агбаџе, Денис Квејд, Рејчел Николс, Саид Тагмаи, Реј Парк, Џозеф Гордон Левит, Кристофер Еклстон, Сијена Милер, Бјунг Хун Ли и Џонатан Прајс. Дистрибуиран од стране Paramount Picturesа, светска премијера филма је била одржана 7. августа 2009. у Сједињеним Америчким Државама. 
Буџет филма је износио 175 000 000 долара, а зарада од филма је 302 500 000 долара. Филм прати наставак Џи-Ај Џо: Одмазда из 2013. године.

## Радња
Од планина централне Азије до египатских пустиња, кроз гужве на париским улицама до Северног пола, елитни тим оперативаца, креће у непрекидну авантуру, користећи нову генерацију шпијунске технологије и војне опреме да би се борио против продавца оружја Дестра и нарастајуће претње тајанствене организације Кобра који желе да гурну читав свет у хаос.

## Улоге
| Глумац                | Улога                         |
| --------------------- | ----------------------------- |
| Ченинг Тејтум         | Конрад Хаузер                 |
| Марлон Вејанс         | Валас Вимс                    |
| Адевале Акинуе-Агбаџе | Хершел Далтон                 |
| Денис Квејд           | Клејтон Абернати              |
| Рејчел Николс         | Шана М. О’Хара                |
| Саид Тагмауи          | Абел Шаз/Брејкер              |
| Реј Парк              | Змијске Очи                   |
| Брендан Фрејзер       | Џефри Стоун IV/наредник Стоун |
| Џозеф Гордон Левит    | Рексфод Џ. Луис               |
| Кристофер Еклстон     | Џејмс Мекулен                 |
| Сијена Милер          | Ана Луис                      |
| Бјунг Хун Ли          | Томас Арашикаге               |
| Арнолд Вослу          | Зартан                        |
| Кевин Џ. О’Конор      | доктор Мајндбендер            |
| Џонатан Прајс         | председник САД                |